# Cirilo Antonio Rivarola
Cirilo Antonio Rivarola Acosta (1836 — 1 de janeiro de 1879) foi um advogado e político paraguaio, presidente do país fazendo parte do triunvirato logo após a Guerra do Paraguai, de 18 de agosto de 1869 a 31 de agosto de 1870 e logo após, como presidente constitucional, de 1 de setembro de 1870 a 15 de novembro de 1871, quando renunciou após violentas manifestações e revoltas.
Viveu escondido no departamento de Cordillera até 1878, quando foi chamado pelo presidente Cándido Bareiro para uma entrevista, para o qual foi-lhe dado garantias de segurança. Logo após a reunião, Rivarola é assassinado a punhaladas no antigo Mercado de Assunção.